# 荷麻溪

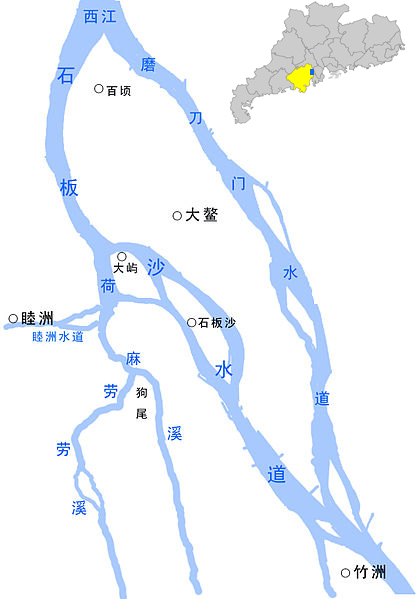
荷麻溪江门市境内河段及其附近水系图。

荷麻溪，位于中华人民共和国广东省江门市新会区和珠海市斗门区境内，北起新会大鳌镇的大屿，与石板沙水道相通，向南至睦洲口右岸分出睦洲水道，至狗尾右岸又分出劳劳溪，继续向南流经珠海市莲洲镇的上横（原上横镇），过荷麻溪特大桥后与横坑水道东口和赤粉水道北端相汇，分流入上述两水道。全长14千米，河床比降0.05‰，平均河宽100米。流域临近南海，受潮汐影响明显。